# 迪克森號驅逐艦 (DD-157)
迪克森號驅逐艦（舷號DD-157）是一艘美國海軍建造的驅逐艦，為維克斯級驅逐艦的83號艦。她是美軍第一艘以迪克森為名的軍艦，以紀念美國海軍部長馬倫·迪克森（Mahlon Dickerson）。
迪克森號在1918年於紐約造船廠開始建造，在1919年下水服役，其時第一次世界大戰已經結束。稍後迪克森號被派往大西洋執勤，於1922年退役封存。1930年迪克森號重新服役，在大西洋及太平洋之間用作訓練，亦曾到卡薩布蘭卡撤走當地難民。第二次世界大戰爆發後，迪克森號派往大西洋海域作中立巡航，護航商船。1943年迪克森號改為高速運輸艦，調往太平洋戰場，先後參與所羅門群島戰役、新畿內亞戰役、塞班島戰役、關島戰役、仁牙因灣戰役及硫磺島戰役。1945年迪克森號遭神風特攻隊自殺飛機重創，在兩日後為美軍自沉。
迪克森號在第二次世界大戰共獲六枚戰鬥之星。